# 亨利·邁杜
亨利·馬埃杜（英語：Henri Maïdou，生於1936年2月14日）曾經擔任過中非共和國總理，任期從1978年7月14日至1979年9月26日為止。他亦曾經參與1981年中非共和國總統選舉，並且獲得排名第四名的票數。